# Cristian Ansaldi
Cristian Daniel Ansaldi (Rosario, Provincia de Santa Fe, Argentina; 20 de septiembre de 1986) es un exfutbolista argentino que se desempeñó como lateral derecho o izquierdo.
Como jugador ambidiestro tiene la capacidad de usar con la misma habilidad ambas piernas. Debutó como profesional en Club Atlético Newell's Old Boys, club de su ciudad de nacimiento, en 2003. Cinco años después fue transferido al FC Rubin Kazán de Rusia con el que ganó dos Ligas en 2008 y 2009, dos Supercopas de Rusia en 2010 y 2012 y la Copa de Rusia en 2012. También jugó en el Atlético de Madrid durante la temporada 2014-2015 ganando la Supercopa de España. En 2015, otra vez en Rusia, ganó la Supercopa, esta vez con el FC Zenit de San Petersburgo.

## Trayectoria

### Newell´s Old Boys
Comenzó su carrera con 8 años en el Club Atlético Newell's Old Boys donde pasó por todas sus categorías inferiores. Debutó con el primer equipo en 2005 (19 años) en el Torneo Apertura bajo la dirección técnica de Juvenal Olmos enfrentándose a Gimnasia y Esgrima La Plata.
En sus primeras temporadas en la élite no consiguió continuidad con el equipo, jugando 7 partidos en la temporada 2005/2006 y 10 en la 2006/2007. Consolidándose en primera con la llegada de Ricardo Caruso Lombardi como entrenador al club, que obtuvo confianza y comenzó a ser titular.

### Rubin Kazán
A principios de 2008 fue transferido al FC Rubin Kazán ruso a cambio de 8 millones de dólares. Con el club ruso conquistó la Liga en 2008 y un año después volvió a repetir título. En el año 2010 conquistó la Supercopa de Rusia y en el año 2012 la Copa y la Supercopa por segunda vez.
Disputó la Liga de Campeones pero no consiguió pasar de la fase de grupos en ninguna de las temporadas pasando a disputar la Europa League. En dicha competición Ansaldi tampoco consiguió grandes éxitos.
En total, con el Rubin Kazan disputó 170 partidos y anotó 3 goles.

### Zenit de San Petersburgo
El 4 de agosto de 2013 el Zenit de San Petersburgo anunció su fichaje por cuatro temporadas a cambio de 6 millones de euros. En su primera temporada no tuvo muchas oportunidades aunque disputó cuatro partidos en la Liga de Campeones. De nuevo, su club acabó tercero en la fase de grupos y fue eliminado de la competición pasando a disputar la Europa League.

### Atlético de Madrid
El 28 de julio de 2014 el jugador pasó reconocimiento médico con el Atlético de Madrid y el 1 de agosto el club hizo público un acuerdo de cesión por un año del jugador al equipo madrileño. Debutó con el club rojiblanco el 19 de agosto en el partido de ida de la Supercopa de España. En el partido disputado en el Santiago Bernabéu, Ansaldi saltó al campo en el minuto 64 sustituyendo a Siqueira. El comienzo del lateral no fue el ideal pues en el minuto 81 un disparo de James Rodríguez rebotó en su pierna y se introdujo en su propia portería. Afortunadamente, 7 minutos más tarde, Raúl García anotó el definitivo empate a uno. En el partido de vuelta el Atlético ganó por uno a cero y se proclamó campeón de la Supercopa.
Durante la primera parte de la temporada las lesiones le impidieron hacerse con un puesto como titular en el once del equipo y tras recuperarse de su última lesión en 2015 no volvió a entrar en el equipo. Terminó la temporada con tan solo 11 partidos disputados siendo el último partido el 30 de noviembre de 2014. No le ayudó a volver al equipo el incidente que tuvo con la policía en enero de 2015.

### Génova
De cara a la temporada 2015-16 regresó al Zenit de San Petersburgo y se proclamó campeón de la Supercopa de Rusia. Cristian saltó al campo en el último minuto de la prórroga que finalizó con empate a uno frente al Lokomotiv Moscú. En la tanda de penaltis su equipo se proclamó campeón por cuatro a dos. Pese a estos minutos, el último día del mercado de fichajes fue cedido al Génova durante una temporada. Debutó con el club italiano el 28 de octubre en el empate a tres frente al Torino correspondiente a la décima jornada de Liga.

### Inter de Milán
Con el regreso a Turquía por una pésima temporada de Alex Telles que llegó a préstamo la temporada 15/16 al conjunto lombardo, Mancini apuesta por Ansaldi en cubrir el puesto de la banda izquierda que actualmente es del japonés, el cual también tuvo una temporada para el olvido, así que junto con él también llega el internacional turco Caner Erkin.

## Selección nacional
En febrero de 2008, Ansaldi fue citado para formar parte del plantel de la selección Argentina que se preparaba para los Juegos Olímpicos de Beijing. La dirección técnica de la misma estuvo a cargo de Sergio Batista, y el rival de turno fue la selección de fútbol de Guatemala. Ansaldi finalmente no formó parte del equipo olímpico.
El 14 de noviembre de 2009, fue convocado con la selección Argentina absoluta, dirigida por Diego Armando Maradona, para disputar un amistoso contra España, como preparación para el Mundial que se iba a disputar en Sudáfrica en 2010.
El 21 de mayo de 2018 fue convocado por Jorge Sampaoli entre los 23 jugadores que disputarán el Mundial de Rusia 2018. No jugó ningún minuto en el Mundial, y Argentina fue eliminada en los octavos de final.

### Participaciones en Copas del Mundo
| Mundial           | Sede  | Resultado        | Partidos | Goles |
| ----------------- | ----- | ---------------- | -------- | ----- |
| Copa Mundial 2018 | Rusia | Octavos de final | 0        | 0     |

## Estadísticas
- Actualizado el 13 de mayo de 2023[9]

| Club | Div           | Temporada     | Liga  | Liga   | Liga  | Copas nacionales(1) | Copas nacionales(1) | Copas nacionales(1) | Torneos internacionales(2) | Torneos internacionales(2) | Torneos internacionales(2) | Total | Total  | Total |
| Part. | Div           | Temporada     | Goles | Asist. | Part. | Goles               | Asist.              | Part.               | Goles                      | Asist.                     | Part.                      | Goles | Asist. |       |
| --- | ------------- | ------------- | ----- | ------ | ----- | ------------------- | ------------------- | ------------------- | -------------------------- | -------------------------- | -------------------------- | ----- | ------ | ----- |
| Newell's Old Boys Argentina | 1.ª           | 2005-06       | 7     | 0      | 0     | -                   | -                   | -                   | -                          | -                          | -                          | 7     | 0      | 0     |
| Newell's Old Boys Argentina | 1.ª           | 2006-07       | 10    | 2      | 0     | -                   | -                   | -                   | -                          | -                          | -                          | 10    | 2      | 0     |
| Newell's Old Boys Argentina | 1.ª           | 2007-08       | 12    | 0      | 1     | -                   | -                   | -                   | -                          | -                          | -                          | 12    | 0      | 1     |
| Newell's Old Boys Argentina | Total club    | Total club    | 29    | 2      | 1     | -                   | -                   | -                   | -                          | -                          | -                          | 29    | 2      | 1     |
| Rubin Kazán · Rusia | 1.ª           | 2008          | 27    | 1      | 3     | 1                   | 0                   | 0                   | -                          | -                          | -                          | 28    | 1      | 3     |
| Rubin Kazán · Rusia | 1.ª           | 2009          | 25    | 1      | 4     | 2                   | 0                   | 0                   | 5                          | 0                          | 0                          | 32    | 1      | 4     |
| Rubin Kazán · Rusia | 1.ª           | 2010          | 20    | 0      | 2     | 1                   | 0                   | 0                   | 10                         | 0                          | 0                          | 31    | 0      | 2     |
| Rubin Kazán · Rusia | 1.ª           | 2011-12       | 27    | 0      | 3     | 3                   | 0                   | 1                   | 8                          | 1                          | 0                          | 38    | 1      | 4     |
| Rubin Kazán · Rusia | 1.ª           | 2012-13       | 25    | 0      | 2     | 1                   | 0                   | 0                   | 9                          | 0                          | 2                          | 35    | 0      | 4     |
| Rubin Kazán · Rusia | 1.ª           | 2013-14       | 4     | 0      | 0     | 0                   | 0                   | 0                   | 2                          | 0                          | 1                          | 6     | 0      | 1     |
| Rubin Kazán · Rusia | Total club    | Total club    | 128   | 2      | 14    | 8                   | 0                   | 1                   | 34                         | 1                          | 3                          | 170   | 3      | 18    |
| Zenit · Rusia | 1.ª           | 2013-14       | 9     | 1      | 1     | 0                   | 0                   | 0                   | 4                          | 0                          | 0                          | 13    | 1      | 1     |
| Zenit · Rusia | Total club    | Total club    | 9     | 1      | 1     | 0                   | 0                   | 0                   | 4                          | 0                          | 0                          | 13    | 1      | 1     |
| Atlético de Madrid · España | 1.ª           | 2014-15       | 7     | 0      | 0     | 1                   | 0                   | 0                   | 3                          | 0                          | 2                          | 11    | 0      | 2     |
| Atlético de Madrid · España | Total club    | Total club    | 7     | 0      | 0     | 1                   | 0                   | 0                   | 3                          | 0                          | 2                          | 11    | 0      | 2     |
| Zenit · Rusia | 1.ª           | 2015-16       | 0     | 0      | 0     | 1                   | 0                   | 0                   | 0                          | 0                          | 0                          | 1     | 0      | 0     |
| Zenit · Rusia | Total club    | Total club    | 0     | 0      | 0     | 1                   | 0                   | 0                   | 0                          | 0                          | 0                          | 1     | 0      | 0     |
| Genoa · Italia | 1.ª           | 2015-16       | 24    | 0      | 5     | 1                   | 0                   | 0                   | -                          | -                          | -                          | 25    | 0      | 5     |
| Genoa · Italia | Total club    | Total club    | 24    | 0      | 5     | 1                   | 0                   | 0                   | -                          | -                          | -                          | 25    | 0      | 5     |
| Inter Italia | 1.ª           | 2016-17       | 21    | 0      | 1     | 2                   | 0                   | 0                   | 3                          | 0                          | 1                          | 26    | 0      | 2     |
| Inter Italia | Total club    | Total club    | 21    | 0      | 1     | 2                   | 0                   | 0                   | 3                          | 0                          | 1                          | 26    | 0      | 2     |
| Torino Italia | 1ª            | 2017-18       | 25    | 1      | 3     | 0                   | 0                   | 0                   | 0                          | 0                          | 0                          | 25    | 1      | 3     |
| Torino Italia | 1ª            | 2018-19       | 24    | 3      | 0     | 0                   | 0                   | 0                   | 0                          | 0                          | 0                          | 24    | 3      | 0     |
| Torino Italia | 1ª            | 2019-20       | 27    | 4      | 0     | 0                   | 0                   | 0                   | 5                          | 1                          | 0                          | 32    | 5      | 0     |
| Torino Italia | 1ª            | 2020-21       | 31    | 1      | 0     | 3                   | 0                   | 0                   | 0                          | 0                          | 0                          | 34    | 1      | 0     |
| Torino Italia | 1ª            | 2021-22       | 19    | 0      | 0     | 1                   | 0                   | 0                   | 0                          | 0                          | 0                          | 20    | 0      | 0     |
| Torino Italia | Total club    | Total club    | 126   | 9      | 3     | 4                   | 0                   | 0                   | 5                          | 1                          | 0                          | 135   | 10     | 3     |
| Parma Calcio 1913 Italia | 2.ª           | 2022-23       | 21    | 1      | 0     | 1                   | 0                   | 0                   | 0                          | 0                          | 0                          | 22    | 1      | 0     |
| Parma Calcio 1913 Italia | Total club    | Total club    | 21    | 1      | 0     | 1                   | 0                   | 0                   | 3                          | 0                          | 0                          | 22    | 1      | 0     |
| Total carrera | Total carrera | Total carrera | 259   | 15     | 25    | 13                  | 0                   | 1                   | 44                         | 2                          | 6                          | 316   | 17     | 32    |
| (1) Incluye datos de Supercopa de Rusia (2010), (2012) y (2015); Copa de Rusia (2008-13); Supercopa de España (2014); Copa de Italia (2015-16). (2) Incluye datos de Liga de Campeones (2009-12) y (2013-15); Europa League (2009-14). |               |               |       |        |       |                     |                     |                     |                            |                            |                            |       |        |       |

## Palmarés

### Títulos nacionales
| Título                | Club                  | País   | Año     |
| --------------------- | --------------------- | ------ | ------- |
| Liga Premier de Rusia | Rubin Kazán           | Rusia  | 2008    |
| Liga Premier de Rusia | Rubin Kazán           | Rusia  | 2009    |
| Supercopa de Rusia    | Rubin Kazán           | Rusia  | 2010    |
| Copa de Rusia         | Rubin Kazán           | Rusia  | 2012    |
| Supercopa de Rusia    | Rubin Kazán           | Rusia  | 2012    |
| Supercopa de España   | Atlético de Madrid    | España | 2014    |
| Supercopa de Rusia    | Zenit San Petersburgo | Rusia  | 2015    |
| Serie B               | Parma Calcio          | Italia | 2023-24 |